# Janis Skondras
Janis Skondras (gr. Γιάννης Σκόνδρας; ur. 21 lutego 1990 roku w Trikali, Grecja) – grecki piłkarz, grający na pozycji środkowego bądź prawego obrońcy.

## Kariera piłkarska

### Kariera klubowa
Rozpoczął karierę piłkarską w klubie juniorów Atromitos Ateny. 1 lipca 2008 roku podpisał kontrakt z seniorskim zespołem tej drużyny, która występowała wówczas w II lidze. W sezonie 2008/2009 zajął z tą drużyną pierwsze miejsce, dzięki czemu awansowali do Superleague Ellada. W następnym sezonie już w I lidze uplasował się z zespołem na 7. pozycji. W 2010/2011 jego ekipa zajęła 11 lokatę. W kolejnym sezonie jego zespół uplasował się na 3. pozycji, dzięki czemu jego klub zagrał w barażach o miejsce w eliminacjach do Ligi Mistrzów. Jednak jego zespół zajął w dodatkowych meczach 3. miejsce i ostatecznie zakwalifikował się do Ligi Europy. W sezonie 2012/2013 jego drużyna zajęła 4. miejsce i ponownie mogła wziąć udział w barażach o eliminacje do Ligi Mistrzów. Tym razem Atromitos uplasował się na drugiej pozycji w fazie play-off, lecz ta lokata znów dawała jedynie szansę gry w Lidze Europy. Po tych rozgrywkach 1 lipca 2013 roku za kwotę 300 tysięcy € przeniósł się do zespołu PAOK FC. W sezonie 2013/2014, już w nowym klubie, zajął z drużyną 2. pozycję i znów stoczyła ona walkę o miejsce do eliminacji w Lidze Mistrzów. Tym razem jego zespół zajął drugie miejsce w barażach, ustępując Panathinaikosowi AO. Na pocieszenie klub z Salonik wystąpił w Lidze Europy.
Z klubem PAOK FC wiąże go umowa do 30 czerwca 2017 roku.

### Kariera reprezentacyjna
Janis Skondras wystąpił dotychczas w młodzieżowej reprezentacji Grecji U19 w dziewięciu spotkaniach oraz w U21 w dwunastu meczach.
Został powołany na mecze seniorskiej reprezentacji Grecji na spotkania w ramach eliminacji do Mistrzostw Europy 2016 – 11 października 2014 roku z Finlandią oraz 3 dni później przeciwko Irlandii Północnej. Pierwsze spotkanie Grecja zremisowała 1–1, a drugie przegrała 0–2. Oba te mecze piłkarz oglądał jedynie z ławki rezerwowych.